# Denis Kutin
Bản mẫu:Eastern Slavic name
Denis Sergeyevich Kutin (tiếng Nga: Денис Сергеевич Кутин; sinh ngày 5 tháng 10 năm 1993) là một cầu thủ bóng đá người Nga hiện tại thi đấu ở vị trí hậu vệ phải cho F.K. Spartak Moskva.

## Sự nghiệp câu lạc bộ
Anh có màn ra mắt tại Giải bóng đá chuyên nghiệp quốc gia Nga cho F.K. Spartak-2 Moskva vào ngày 16 tháng 7 năm 2013 trong trận đấu với F.K. Dynamo Bryansk.
Anh ra mắt tại Giải bóng đá ngoại hạng Nga cho F.K. Spartak Moskva vào ngày 30 tháng 11 năm 2014 trong trận đấu với F.K. Lokomotiv Moskva.

## Danh hiệu

### Câu lạc bộ
Tosno
- Cúp quốc gia Nga: 2017–18

## Thống kê sự nghiệp
Tính đến 4 tháng 3 năm 2018
| Câu lạc bộ          | Mùa giải            | Giải vô địch                | Giải vô địch | Giải vô địch | Cúp     | Cúp       | Châu lục | Châu lục  | Tổng cộng | Tổng cộng |
| Câu lạc bộ          | Mùa giải            | Hạng đấu                    | Số trận      | Bàn thắng    | Số trận | Bàn thắng | Số trận  | Bàn thắng | Số trận   | Bàn thắng |
| ------------------- | ------------------- | --------------------------- | ------------ | ------------ | ------- | --------- | -------- | --------- | --------- | --------- |
| Spartak Moskva      | 2010                | Giải bóng đá ngoại hạng Nga | 0            | 0            | 0       | 0         | 0        | 0         | 0         | 0         |
| Spartak Moskva      | 2011–12             | Giải bóng đá ngoại hạng Nga | 0            | 0            | 0       | 0         | 0        | 0         | 0         | 0         |
| Spartak Moskva      | 2012–13             | Giải bóng đá ngoại hạng Nga | 0            | 0            | 0       | 0         | 0        | 0         | 0         | 0         |
| Spartak Moskva      | 2013–14             | Giải bóng đá ngoại hạng Nga | 0            | 0            | 0       | 0         | 0        | 0         | 0         | 0         |
| Spartak Moskva      | 2014–15             | Giải bóng đá ngoại hạng Nga | 1            | 0            | 1       | 0         | –        | –         | 2         | 0         |
| Spartak Moskva      | 2015–16             | Giải bóng đá ngoại hạng Nga | 1            | 0            | 0       | 0         | –        | –         | 1         | 0         |
| Spartak Moskva      | 2016–17             | Giải bóng đá ngoại hạng Nga | 2            | 0            | 1       | 0         | 0        | 0         | 3         | 0         |
| Spartak Moskva      | Tổng cộng           | Tổng cộng                   | 4            | 0            | 2       | 0         | 0        | 0         | 6         | 0         |
| Spartak-2 Moskva    | 2013–14             | PFL                         | 26           | 0            | –       | –         | –        | –         | 26        | 0         |
| Spartak-2 Moskva    | 2014–15             | PFL                         | 21           | 0            | –       | –         | –        | –         | 21        | 0         |
| Spartak-2 Moskva    | 2015–16             | FNL                         | 32           | 3            | –       | –         | –        | –         | 32        | 3         |
| Spartak-2 Moskva    | 2016–17             | FNL                         | 22           | 1            | –       | –         | –        | –         | 22        | 1         |
| Spartak-2 Moskva    | Tổng cộng           | Tổng cộng                   | 101          | 4            | 0       | 0         | 0        | 0         | 101       | 4         |
| Tosno               | 2017–18             | Giải bóng đá ngoại hạng Nga | 4            | 0            | 1       | 0         | –        | –         | 5         | 0         |
| Tổng cộng sự nghiệp | Tổng cộng sự nghiệp | Tổng cộng sự nghiệp         | 109          | 4            | 3       | 0         | 0        | 0         | 112       | 4         |